# 누마즈정
누마즈정(일본어: 沼津町)은 일본 시즈오카현의 동부, 슨토군에 속했던 정이다. 현재의 누마즈시에 해당한다.

## 역사
- 1889년 4월 1일 - 정촌제 시행에 의해 슨토군 누마즈정이 성립하였다.
- 1923년 7월 1일 - 슨토군 누마즈정 및 야나기하라촌이 합병해 누마즈시가 성립하였다,

## 교통

### 철도
- 철도성
  - 도카이도 본선
- 슨즈 전기철도 (현 이즈하코네 철도)
  - 기도선 (1963년 폐지)

## 참고 문헌
- 角川日本地名大辞典編纂委員会,『角川日本地名大辞典 22 静岡県』, 角川書店, 1978年, ISBN 4040012208